# Cordell Tinch
Cordell Tinch (Green Bay, 13 luglio 2000) è un ostacolista statunitense.

## Progressione

### 110 metri ostacoli
| Stagione | Misura | Luogo        | Data      | Rank. Mond. |
| -------- | ------ | ------------ | --------- | ----------- |
| 2025     | 12"87  | Shaoxing     | 3-5-2025  |             |
| 2024     | 13"03  | Eugene       | 28-6-2024 |             |
| 2023     | 12"96  | Fayetteville | 23-6-2023 |             |
| 2019     | 13"63  | Sacramento   | 24-5-2019 |             |

## Palmarès
| Anno | Manifestazione | Sede     | Evento   | Risultato  | Prestazione | Note  |
| ---- | -------------- | -------- | -------- | ---------- | ----------- | ----- |
| 2023 | Mondiali       | Budapest | 110 m hs | Semifinale | 13"31       | [ 1 ] |

## Campionati nazionali
2023
- Argento ai campionati statunitensi (Eugene), 110 m hs - 13"08

2024
- 6º ai campionati statunitensi indoor (Albuquerque), 60 m hs - 7,61 m
- 10º ai campionati statunitensi indoor (Albuquerque), 800 m piani - 7"58
- 4º ai Trials olimpici statunitensi (Eugene), salto in lungo - 13"03

2025
- 4º ai campionati statunitensi indoor (New York), 60 m hs - 7"48

## Altre competizioni internazionali
2023
- 7º al Xiamen Diamond League ( Xiamen), 110 m hs - 13"38
- 7º al Prefontaine Classic ( Eugene), 110 m hs - 13"21

2024
- Argento al Xiamen Diamond League ( Xiamen), 110 m hs - 13"16
- 4º al Shanghai Diamond League ( Suzhou), 110 m hs - 13"26
- 9º al Prefontaine Classic ( Eugene), 110 m hs - 13"38
- 9º in batteria al Meeting de Paris ( Parigi), 110 m hs - 13"33
- Bronzo all'Herculis ( Monaco), 110 m hs - 13"10
- 6º all'Athletissima ( Losanna), 110 m hs - 13"34
- 7º al Weltklasse Zürich ( Zurigo), 110 m hs - 13"27
- 4º al Memorial Van Damme ( Bruxelles), 110 m hs - 13"31

2025
- Oro al Xiamen Diamond League ( Xiamen), 110 m hs - 13"06
- Oro al Shanghai Diamond League ( Shaoxing), 110 m hs - 12"87
- Argento al Golden Gala Pietro Mennea ( Roma), 110 m hs - 13"14
- Argento all'Herculis ( Monaco), 100 m hs - 13"14
- Oro all'Athletissima ( Losanna), 100 m hs - 12"98